# Зима (картина Арчимбольдо)
«Зима» (итал. l’Inverno) — картина итальянского художника Джузеппе Арчимбольдо (итал. Giuseppe Arcimboldo; 1527—1593), написанная в 1573 году. Выполнена маслом на холсте. Находится в музее Лувра. Размер — 76 × 64 см.

## Описание
«Зима» — картина из цикла «Времена года» («Весна, «Лето», «Осень», «Зима»). Олицетворяет старость. Аллегорический портрет зимы представлен в образе немощного старика. Он изображён в виде старого сучковатого пня на тёмном фоне. Его тело обёрнуто символическим плащом из соломенной циновки.  На циновке вышиты два скрещённых меча. Кожу лица, изъеденную глубокими морщинами, заменяет кора дерева. На его голове вместо волос сплелись корявые ветки, увитые зелёным плющом. Трухлявое дупло заменило ухо. Губы изображены в виде растущих на старых пнях грибов трутовиков. Нос — сломанный сучок. Из его груди торчит ветка со зрелыми лимоном и мандарином. Старик хмуро и недовольно смотрит на нас из-под сдвинутых бровей. Так же как и другие портреты этой серии из собрания Лувра, портрет Зимы обрамлён цветочной гирляндой.

## История
Этот цикл «Времён года»  был заказан в 1573 году императором Максимилианом II в качестве подарка своему другу и союзнику Августу (курфюрсту Саксонскому), чей герб, скрещенные мечи Мейссена, вышит на символическом плаще Зимы. Таким образом, Арчимбольдо возобновил более ранний цикл картин «Времена года», подаренный им в 1569 году Максимилиану II, вместе с циклом «Четыре стихии» («Вода», «Земля», «Огонь» и «Воздух»). Обрамление цветами, очевидно, было добавлено другим художником в XVII веке.

## Картины из серии «Времена года»

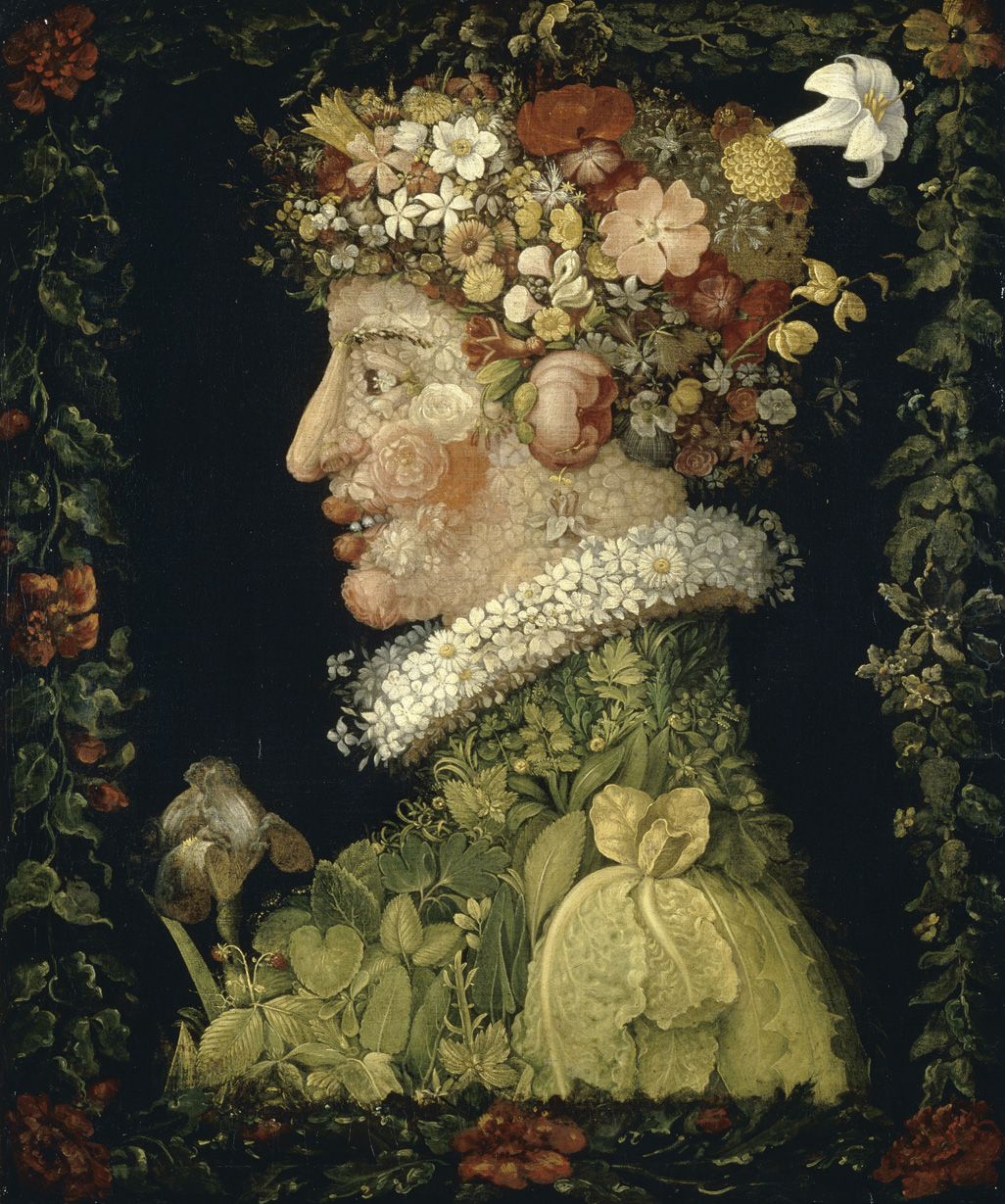
Весна. 1573 год. Лувр
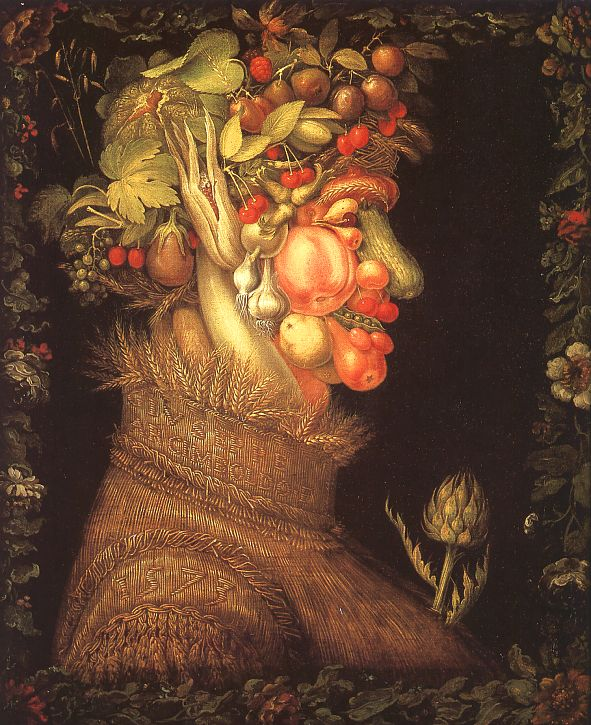
Лето. 1573 год. Лувр
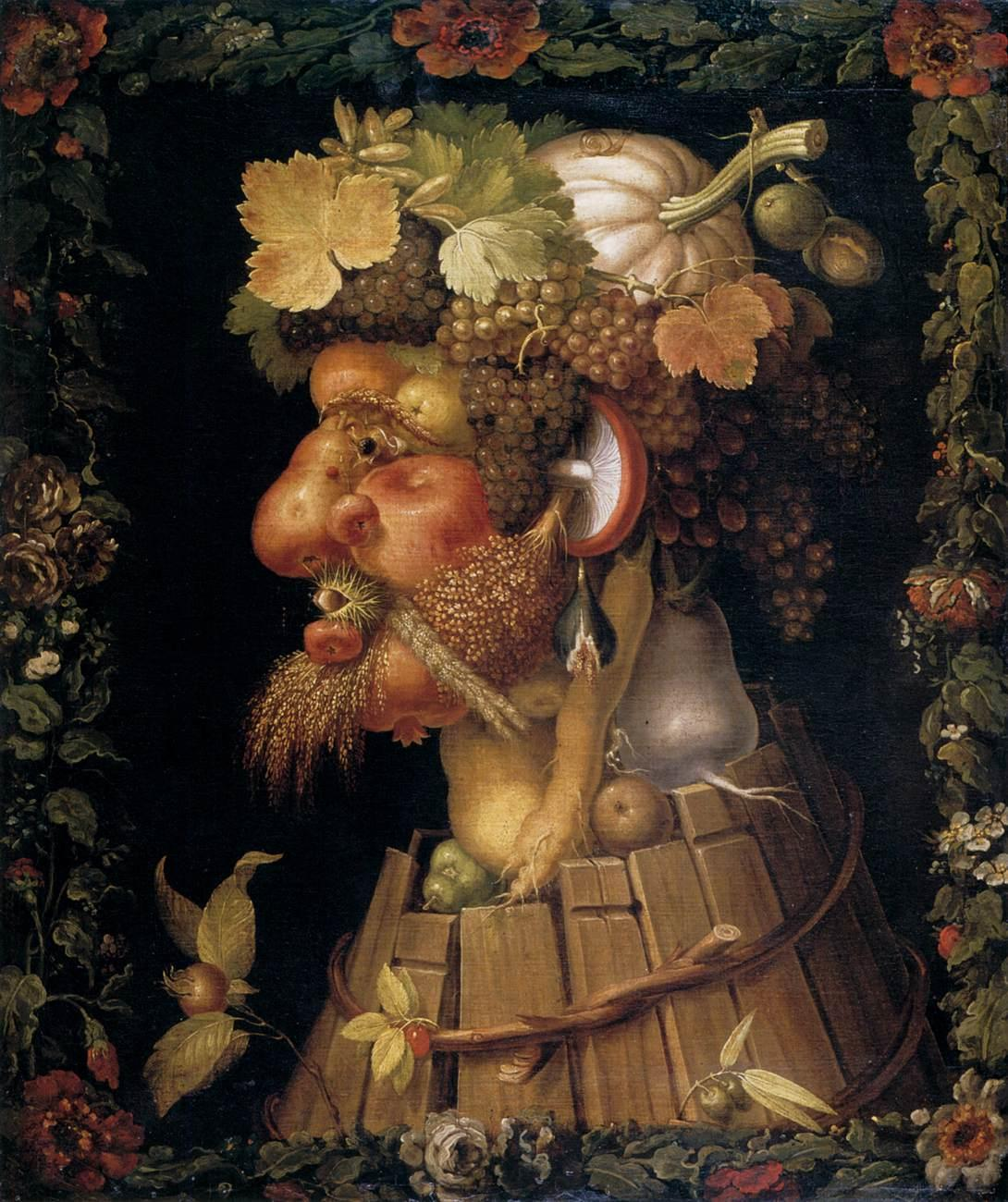
Осень. 1573 год. Лувр